# Sân bay Perales
Sân bay Perales (IATA: IBE, ICAO: SKIB) là một sân bay tọa lạc ở Ibagué, tỉnh Tolima, Colombia.

## Hãng hàng không và tuyến bay
| Hãng hàng không | Các điểm đến           |
| --------------- | ---------------------- |
| Avianca         | Bogotá                 |
| Clic            | Medellin–Olaya Herrera |
| LATAM Colombia  | Bogotá                 |